# La Palma (Stany Zjednoczone)
La Palma – miasto w Stanach Zjednoczonych, w stanie Kalifornia, w hrabstwie Orange. Według spisu ludności przeprowadzonego przez United States Census Bureau, w roku 2010 miasto La Palma miało 15 408 mieszkańców.